# Avenue Victor-Hugo (Saint-Mandé)
Pour les articles homonymes, voir Avenue Victor-Hugo.
L'avenue Victor-Hugo est une voie de communication de Saint-Mandé.

## Situation et accès
Elle forme le point de départ de la rue Mongenot, limitrophe de Paris, et unique voie de circulation qui l'interrompt.

## Origine du nom
Elle porte le nom du poète, dramaturge, écrivain et homme politique français Victor Hugo (1802-1885).

## Historique

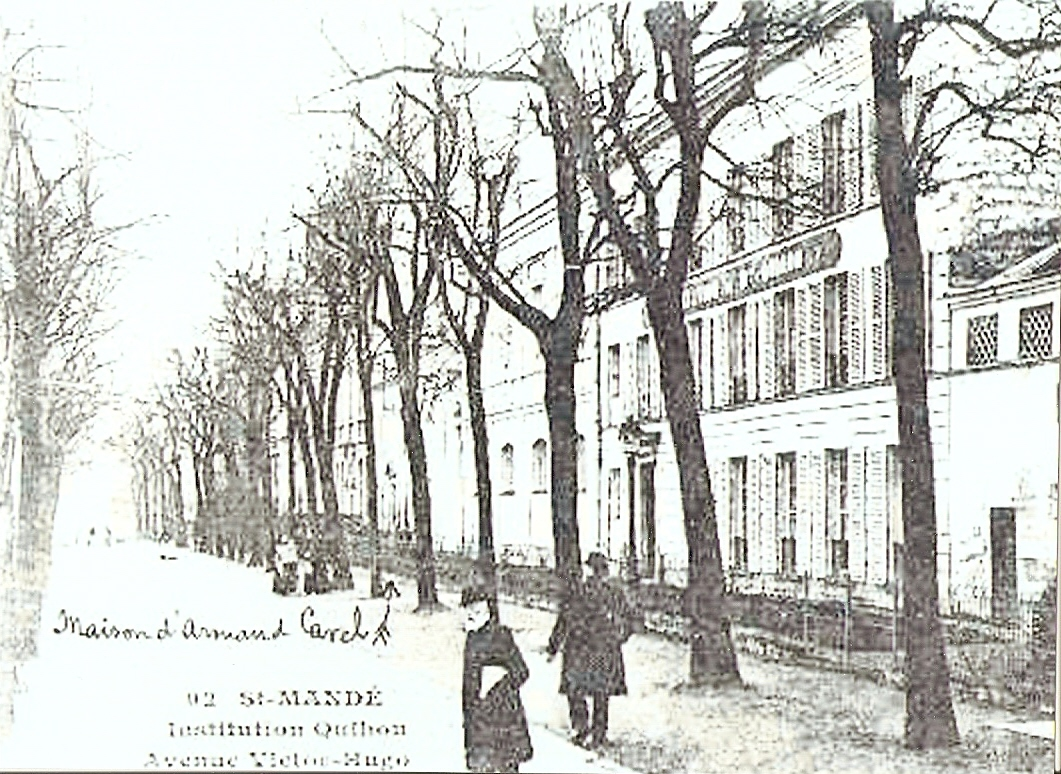
Avenue Victor-Hugo à Saint-Mandé.

Cette voie de communication est historiquement l'avenue menant à Saint-Mandé. Elle a été appelée « avenue de la Ménagerie », car elle menait à la Ménagerie royale, qui se trouvait là ou est actuellement la place Charles-Digeon. Bien qu'elle existait peut-être avant, cette ménagerie fut édifiée en 1658 par le cardinal Mazarin, puis fermée en 1706, et ses animaux transférés à Paris.
Elle s'est ensuite appelée « avenue du Bel-Air », du nom du village local. Il existe encore une avenue du Bel-Air et une villa du Bel-Air à Paris.
Le 11 mars 1918, durant la première Guerre mondiale, le no 4 avenue Victor-Hugo est touché lors d'un raid effectué par des avions allemands.
Elle fait partie des cent-cinquante-neuf voies pénétrant dans Paris, et figurant dans la série photographie 6 mètres avant Paris réalisée en 1971 par Eustachy Kossakowski,.

## Bâtiments remarquables et lieux de mémoire

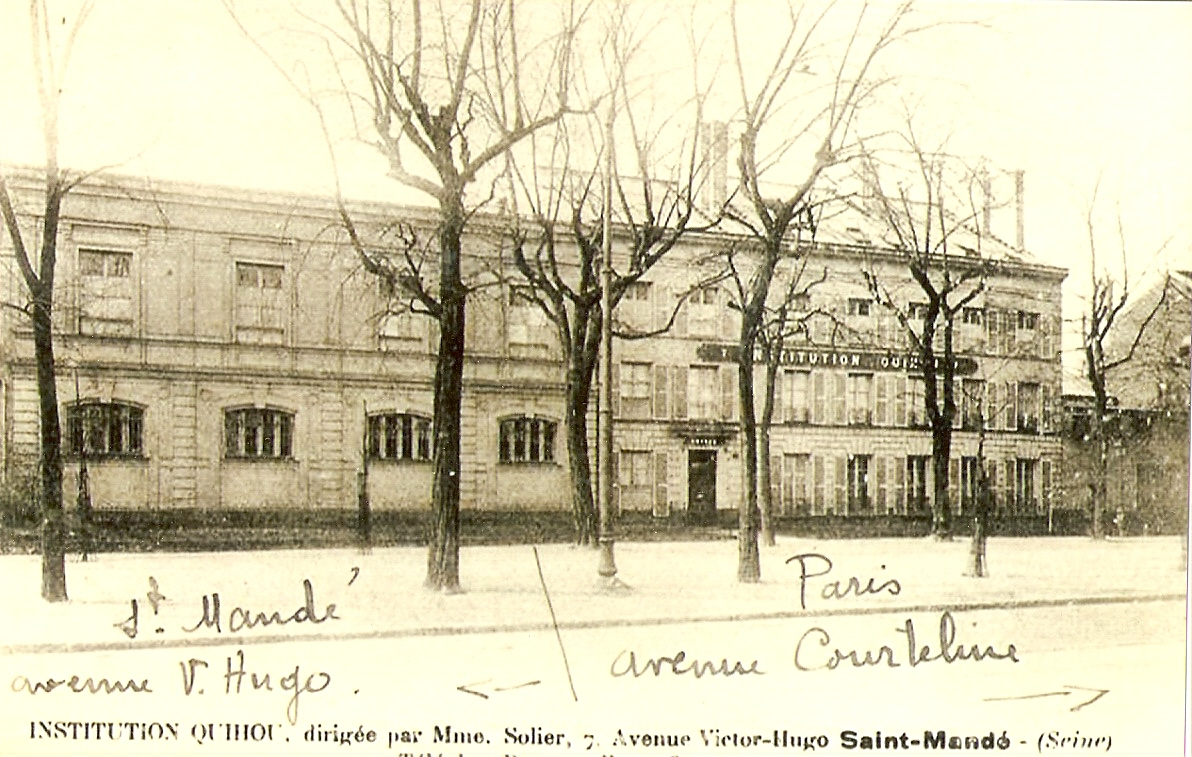
Pensionnat des Chanoinesses de Saint-Augustin à Saint-Mandé.

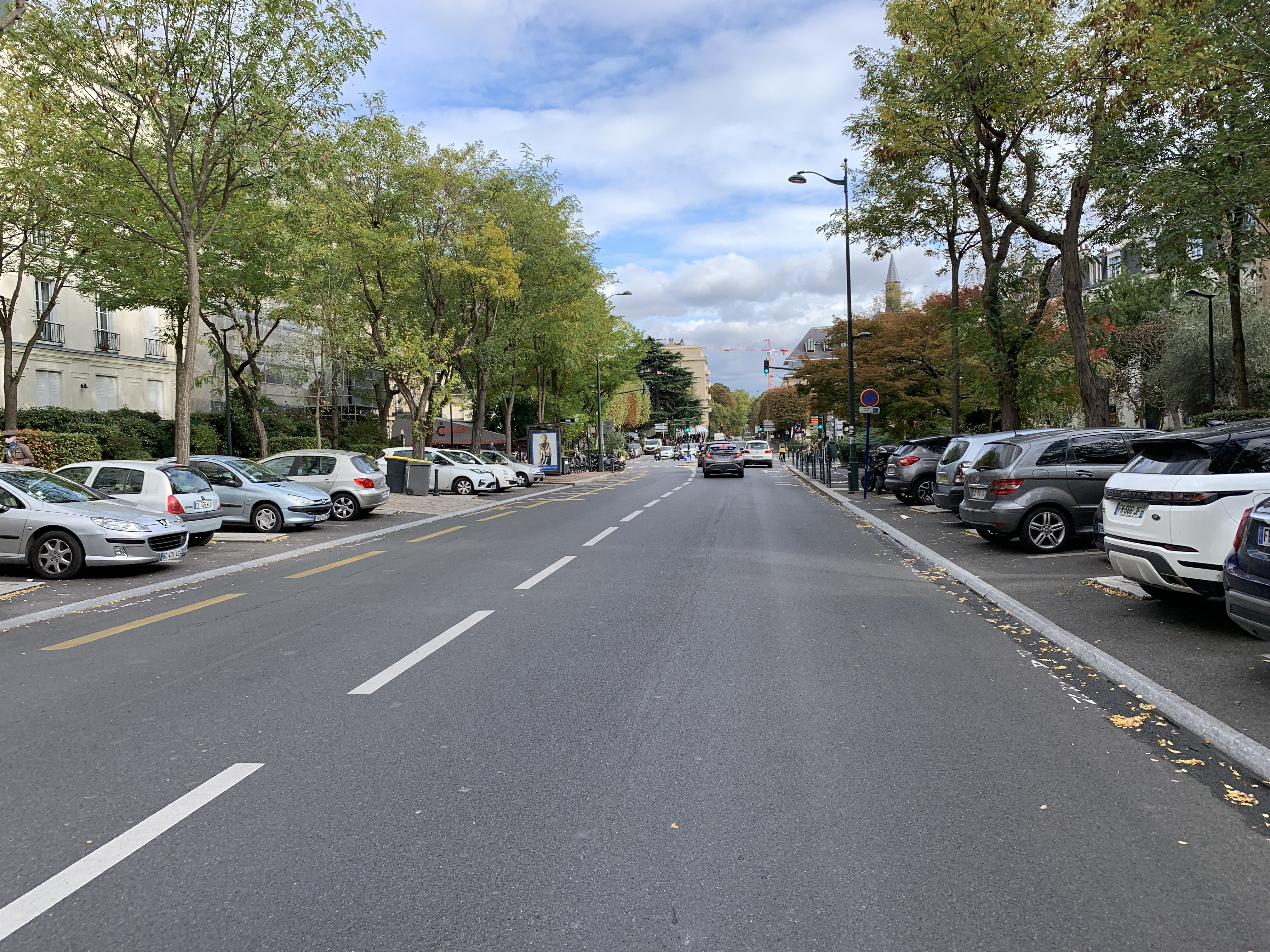
L'avenue en octobre 2020.

- Armand Carrel  y mourut en 1836, au domicile de Monsieur Peyrat, à la suite d'un duel contre Émile de Girardin[8].
- Christian Chabanis y a habité.
- Pensionnat des Chanoinesses de Saint-Augustin, où Juliette Drouet étudia. Cet établissement servit d'inspiration à Victor Hugo pour l'écriture des Misérables. Elle devint une école de filles, la maison Quihou.
- Mairie de Saint-Mandé.
- L'hospice Saint-Michel, actuellement siège du SAMU social, se trouve sur la partie de l'avenue annexée le 18 avril 1929.
- Stèle à la mémoire de Charles de Gaulle.